# Distretto di Äulieköl
Il distretto di Äulieköl (in kazako: Әулиекөл ауданы) è un distretto (audan) del Kazakistan con  capoluogo Äulieköl.